# Lothar Kurbjuweit
Lothar Kurbjuweit (Riesa, 6 de Novembro de 1950) é um treinador e ex-futebolista profissional alemão que atuava como defensor, campeão olímpico.

## Títulos
Alemanha Oriental
- Jogos Olímpicos: 1976

## Ligações Externas
- Perfil na Sports Reference